# Шансене (Горња Марна)
Шансене (фр. Chancenay) насеље је и општина у североисточној Француској у региону Шампањ-Арден, у департману Горња Марна која припада префектури Сен Дизје.
По подацима из 2011. године у општини је живело 1043 становника, а густина насељености је износила 105,78 становника/km². Општина се простире на површини од 9,86 km². Налази се на средњој надморској висини од 162 метара.

## Демографија
| 1962. | 1968. | 1975. | 1982. | 1990. | 1999. | 2011. |
| ----- | ----- | ----- | ----- | ----- | ----- | ----- |
| 444   | 563   | 694   | 976   | 1.183 | 1.144 | 1.043 |

График промене броја становника у току последњих година